# Sergio Mansilla Torres
Sergio Hernán Mansilla Torres (Achao, 1958) es un profesor, investigador, escritor y poeta chileno vinculado al movimiento cultural Aumen de Chiloé y al Grupo Índice de Valdivia.
Es Profesor de Castellano y Filosofía de la Universidad Austral de Chile y PhD en Romance Languages and Literature de la Universidad de Washington, Seattle. Actualmente se desempeña como académico del Instituto de Lingüística y Literatura de la Universidad Austral de Chile y es miembro de la Academia Chilena de la Lengua.
De acuerdo a la descripción que hace Iván Carrasco del discurso etnocultural en la poesía chilena, entre cuyos autores se encuentra Sergio Mansilla, su labor poética se enmarcaría en el grupo de escritores «poetas chilotes». Además, mientras algunos investigadores lo catalogan dentro de un grupo de «poetas emergentes», otros lo circunscriben a la poesía del Sur de Chile; particularmente, su obra Noche de agua (1986) es referida junto a algunos trabajos de otros autores —como Karra Maw’n (1984) de Clemente Riedemann por ejemplo— como el punto de partida donde:

«(...) se comienza a redibujar el panorama de la poesía del sur, generándose una serie de instancias en donde se discute sobre las particularidades que poseen las producciones de esta zona, como también las implicancias y dificultades que conlleva publicar desde provincia» (Casanova y Zulemzu, 2006, p. 4).

## Obras
- Noche de agua (1986).
- El sol y los acorralados danzantes (1991).
- En libre plática. Propuestas de lectura sobre una cierta zona de la poesía chilena. Aproximaciones a la poesía de Jorge Torres (1994).
- De la huella sin pie (1995).
- La poesía como experiencia de lenguaje y libertad creadora. Módulo de Poesía (1998).
- Abrazo austral. Poesía del sur de Argentina y Chile (2000), en colaboración con María Eugenia Correas.
- ¿Cómo puntuar correctamente en español? (Manual de puntuación) (2000).
- Respirar en el desfiladero (2000).
- De la huella sin pie (2000).
- Culturas en crisis: versiones y perversiones sobre nosotros y los otros (2002).
- El paraíso vedado. Ensayos sobre poesía chilena del contragolpe 1975-1995 (2002, 2010).
- La enseñanza de la literatura como práctica de liberación (Hacia una epistemología crítica de la literatura) (2003).